# Base naval de Cavite
La base naval de Cavite o bien la estación naval Pascual Ledesma, es una instalación militar de la Armada de Filipinas en la ciudad de Cavite, en la provincia de Cavite. La base naval de 9 hectáreas se encuentra en el extremo más oriental de la Punta Cavite en el barrio de San Roque (en concreto el Fuerte San Felipe Neri) de la ciudad. Fue nombrado en honor de Pascual Ledesma (1843-1917), líder de la revolución filipina y el primer oficial al mando de la Armada de Filipinas.
Las ciudad portuaria de Cavite Nuevo se estableció después de que los colonizadores españoles encontraron que las aguas profundas alrededor de la punta de la Punta Cavite eran adecuados para grandes buques y establecieron el astillero de Rivera. Se convirtió en el principal puerto marítimo de la ciudad de Manila y el puerto para el comercio del Galeón de Manila. Después de la desaparición del comercio del galeón, el astillero se convirtió en un arsenal español.
En línea con la Orden General Número 229 de fecha 7 de julio de 2009 de la Armada de Filipinas, a algunas instalaciones navales se les cambió el nombre para honrar a predecesores estimados en el servicio militar o naval que lucharon por la protección de la soberanía de la nación, su integridad territorial, la democracia y los intereses marítimos del país. Con esto, la base naval de Cavite, en la estación naval en el fuerte de San Felipe, se le asignó el nombre de "Estación Naval Pascual Ledesma".